# Unfinished Monkey Business
 (juillet 2021).
Si vous disposez d'ouvrages ou d'articles de référence ou si vous connaissez des sites web de qualité traitant du thème abordé ici, merci de compléter l'article en donnant les références utiles à sa vérifiabilité et en les liant à la section « Notes et références ».
Albums de Ian Brown
Golden Greats
(2001)
Unfinished Monkey Business est le premier album solo du chanteur britannique Ian Brown. Il est publié en février 1998 via le label Polydor. Cette première publication du chanteur depuis la séparation des Stone Roses est entièrement financé et mixé par Ian Brown. Quelques anciens membres des Stones Roses, comme Aziz Ibrahim et Nigel Ippison ont contribué musicalement à des pistes de l'album.

## Genèse
L'album est enregistré dans un premier temps dans le studio personnel de Brown, puis aux Chiswick Reach Studios à Londres,.
Le titre de l'album fait référence selon Brown à l'apparence simiesque que la presse lui a attribué, notamment à cause de son visage, de ses longs bras et de sa démarche. La première piste de l'album, Under the Paving Stones: The Beach (littéralement Sous les pavés : la plage) fait référence à une phrase tirée des évènements de mai 68 en France.
L'album est publié le 2 février 1998. 

## Accueil
L'album est un succès critique et commercial, arrivant en quatrième position de l'UK Singles Chart, et l'ancien membre du groupe des Stone Roses, Many, qualifiant même le single Corpses In Their Mouths de « la meilleure chanson que Ian ait écrite dans les années 1990 ». Le succès de cet album a confirmé la volonté de Ian Brown de continuer sa carrière solo avec l'appui de son label.

## Liste des titres
| 1.    | Intro Under The Paving Stones: The Beach (Album Version) | 1:52 |
| 2.    | My Star                                                  | 5:13 |
| 3.    | Can't See Me                                             | 4:54 |
| 4.    | Ice Cold Cube (Album Version)                            | 6:27 |
| 5.    | Sunshine (Album Version)                                 | 3:58 |
| 6.    | Lions (Album Version)                                    | 6:52 |
| 7.    | Corpses In Their Mouths (Album Version)                  | 4:09 |
| 8.    | What Happened To Ya Part 1 (Album Version)               | 3:15 |
| 9.    | What Happened To Ya Part 2 (Album Version)               | 5:38 |
| 10.   | Nah Nah (Album Version)                                  | 3:54 |
| 11.   | Deep Pile Dreams (Album Version)                         | 3:39 |
| 12.   | Unfinished Monkey Business (Album Version)               | 3:12 |
| 53:03 |                                                          |      |